# Ладислав Демшар
Ладислав Демшар (Нови Сад, 25. јануар 1929 — 15. мај 1992) је бивши југословенски кошаркаш и кошаркашки тренер. Играо је на позицији центра и познат је пре свега по одличним играма у Црвеној звезди за коју је наступао 12 сезона. По окончању играчке каријере био је кошаркашки тренер и посебно се истакао као селектор женске репрезентације.
Први је играч у Југославији који је почео да шутира хорог.

## Каријера
Ладислав је кошарку почео да тренира у Новом саду у послератним годинама. Играјући за новосадску екипу Еђшег као седамнаестогодишњак био најбољи стрелац првог шампионата Југославије у кошарци 1946. године, када је постигао 69 поена, а његов тим заузео треће место.

### Црвена звезда
Године 1948. прелази у Црвену звезду и постаје један од главних играча овог тима. Тих година био је незаменљив члан петорке са Небојшом Поповићем, Срђом Калембром, Тулиом Роклицером и Александром Гецом коју и данас сматрају петорком снова. Већ у првој сезони је на девет првенствених утакмица бележио 14,2 поена и био најбољи стрелац тима са којим је освојио своју прву титулу шампиона Југославије, а Звездину трећу у низу. Ладислав је и наредних година био први стрелац тима који је освајао титуле све до 1995. године. У првенству 1951. године, Демшар је имао кључну улогу у походу ка новој титули. У дербију против Партизана изједначио је на коначних 36:36 и Звезда је због боље кош разлике била шампион. У сезони 1952. први стрелац је био Срђа Калембер са просечних 11,3 поена а Ладислав други са 9,3 поена по мечу. Ладислав је у том низу пропустио само једну сезону 1953. године. Играо је у Црвеној звезди све до 1960. године као последњи играч из те трофејне генерације. Те године га је на позицији центра наследио тада млади Владимир Цветковић.

### Репрезентација
Демшар је одиграо 79 утакмица за репрезентацију Југославије. На европском првенству 1947. године постигао је 42 поена против Албаније,. То је рекорд наше репрезентације на Европским првенствима, који је изједначио Александар Ђорђевић у финалу Европског првенства 1995. против Литваније. Био је део репрезентације на Првом светском првенству 1950. године у Буенос Ајресу. Одиграо је још два Европска првенства 1953. и 1955. године.

## Тренерска каријера
Након тога се бавио тренерским послом а посебно се истакао као тренер женских кошаркашких екипа. Са кошаркашицама Војводине освојио је једине две титуле првака 1969. и 1970. године. Такође био је тренер женске кошаркашке репрезентације Југославије са којом је освојио бронзану медаљу на Европском првенству 1970. године у Ротердаму.

## Остало
Био је ожењен са кошаркашицом Војводине и женске репрезентације Југославије Маријом Вегер.